# Condamine River
Der 657 Kilometer lange Condamine River ist Teil des Murray-Darling-Beckens und ein Quellfluss des Darling River. Er entspringt im Südwesten des Mount Superbus, der höchsten Erhebung im Südosten des australischen Bundesstaats Queensland, und entwässert damit die landeinwärts gelegene Seite der Great Dividing Range.

## Verlauf
Von allen Quellen des Darling River ist die des Condamine River am weitesten von dessen Mündung entfernt, bildet also den längsten Flusslauf. Obwohl sich seine Quelle nur 100 Kilometer landeinwärts von der Küste Queenslands befindet, fließt der Condamine River zunächst in nordwestliche Richtung durch das Gebiet der Darling Downs, danach weiter westwärts. Bis zur Mündung in den Indischen Ozean muss das Quellwasser eine Strecke von 3672 Kilometern zurücklegen.
Der Fluss passiert die Städte Killarney und Warwick. Sein Nebenfluss Gowrie Creek hat sein Einzugsgebiet um Toowoomba.
Zwischen Condamine und Surat ändert sich der Name des Flusses in Balonne River. Bei Surat biegt der Fluss nach Südwesten ab und passiert im weiteren Verlauf St. George und Dirranbandi.

## Wasserwirtschaft
Das Wasser des Condamine River wird sowohl zur Trinkwasserversorgung als auch zur Bewässerung verwendet. Der Lesliedamm am Sandy Creek, einem Nebenfluss des Condamine, ist das Trinkwasserreservoir für die Stadt Warwick. Das kleine Talgaiwehr in der Nähe von Clifton speichert bis zu 640 Millionen Liter Wasser. Während Dürreperioden trocknet der Condamine so weit aus, dass im Flussbett eine Reihe von Tümpeln entstehen.

## Geschichte
Der Condamine River erhielt seinen Namen 1827 von Allan Cunningham. Er benannte den Fluss nach T. De La Condamine, dem Adjutanten des damaligen Gouverneurs Ralph Darling. Patrick Leslie war der erste Siedler in dieser Region und gründete 1840 Canning Downs in der Nähe von Warwick.
1847 wurde der gesamte Flusslauf von Ludwig Leichhardt untersucht.
Während der Überschwemmungen in Queensland 2010/2011 trat der Condamine River über seine Ufer. In dem gleichnamigen Ort Condamine wurde mit 14,25 Meter der höchste jemals gemessene Pegelstand erreicht. Zahlreiche Städte wurden überflutet und mussten evakuiert werden.
Im Mai 2012 berichtete Jeremy Buckingham, grüner Abgeordneter des Oberhauses des benachbarten New South Wales, über austretendes Methan auf einer fünf Kilometer langen Strecke, etwa ein Kilometer von einer Förderstätte von Coal Bed Methane entfernt, um zu zeigen, dass die auch in seinem Bundesstaat geplante Fördertechnik nicht sicher ist, das Wasser kontaminiert und stark klimaschädliches Methan in die Umwelt lässt. Nach Untersuchungen der Betreiberfirma der Bohrlöcher gibt es verschiedene mögliche menschliche und umweltbedingte Faktoren, warum es zu diesem Gasaustritt kommt. Es bestünde jedoch keine Gefahr für die Anwohner oder die Umwelt. Im Februar bemerkte ein Forscher der Commonwealth Scientific and Industrial Research Organisation (CSIRO), dass sich der Gasaustritt vervielfachte. Im April 2016 setzte Buckingham das austretende Gas von einem Boot aus in Brand.